# Radivoj Korać
Radivoj Korać (cyr. Радивој Кораћ; ur. 5 listopada 1938 w Somborze, zm. 2 czerwca 1969 w Sarajewie) – serbski koszykarz, reprezentant Jugosławii, wicemistrz olimpijski, świata, Europy. Zmarł w wieku 30 lat w wyniku wypadku samochodowego.
W 1971 roku FIBA ustanowiła Puchar Koracia ku pamięci zawodnika. W 1991 roku został uznany przez FIBA jako jeden z 50 najlepszych koszykarzy. W 2007 roku został włączony do Galerii Sław FIBA. Na jego cześć Federacja Koszykarska Serbii i Czarnogóry nazwała Puchar Serbii w koszykówce jego imieniem (2003) roku.

## Życiorys
W wieku 16 lat zaczął karierę w OKK Belgrad. W 1960 roku został najlepszym sportowcem Jugosławii. Przez siedem sezonów był najlepszym strzelcem w lidze jugosłowiańskiej.
W sezonie 1964/65 w dwumeczu ze szwedzkim Alvik Basket trafił 170 punktów. W pierwszym meczu zdobył 71 punktów, a w drugim 99.
W reprezentacji Jugosławii zadebiutował w 1958 roku. Razem z reprezentacją zdobył pięć srebrnych medali i jeden brązowy. Zagrał 157 meczów międzypaństwowych. Trzy razy był najlepszym strzelcem podczas mistrzostw Europy (w 1959, 1961 i 1963 roku). Na mistrzostwach Europy w 1961 roku został dodatkowo wybrany MVP.
Wziął udział dwukrotnie w FIBA All-Star Game (1964, 1965).
Zdobył dwa srebrne medale na mistrzostwach źwiata, w 1963 i 1967 roku. Podczas igrzysk olimpijskich w 1960 roku był najlepszym strzelcem. Na igrzyskach olimpijskich w 1968 roku zdobył srebrny medal.
W poniedziałek 2 czerwca 1969 roku zginął w wypadku samochodowym nieopodal Sarajewa na drodze między Vogošća, a Semizovac. Jugosłowiańska Federacja Koszykówki zadecydowała, że w tym kraju w dniu 2 czerwca nie będą już nigdy rozgrywane spotkania koszykówki.

## Osiągnięcia

### Drużynowe
- 3. miejsce w Pucharze Europy Mistrzów Krajowych (1959, 1964)
- 4. miejsce w Pucharze Europy Mistrzów Krajowych (1965)
- Mistrz:
  - Jugosławii (1958, 1960, 1963, 1964)[2]
  - Belgii (1968)[2]
- dwukrotny zdobywca Pucharu Jugosławii (1960, 1962)[2]
- Finalista Pucharu Jugosławii (1959)

### Indywidualne
- Najlepszy Sportowiec Jugosławii:
  - 1960 według gazety Sport
  - 1962 według dziennika Sportske novosti
- Lider strzelców ligi:
  - jugosłowiańskiej (1957, 1958, 1960, 1962–1965)[2]
  - włoskiej (1969)
- dwukrotny uczestnik FIBA All-Star Games (1964, 1965)
- Wybrany do:
  - FIBA’s 50 Greatest Players
  - 50 Greatest Euroleague Contributors (2008)[3]
  - FIBA Hall of Fame (2007)[2]

### Reprezentacja
Drużynowe
- Wicemistrz:
  - świata (1963, 1967)[2]
  - olimpijski (1968)[2]
  - mistrzostw Europy (1961, 1965)[2]
- Brązowy medalista mistrzostw Europy (1963)[2]
- Uczestnik:
  - mistrzostw Europy (1959 – 9. miejsce, 1961, 1963, 1965)
  - igrzysk olimpijskich (1960 – 6. miejsce, 1964 – 7. miejsce, 1968)
  - mistrzostw świata (1963, 1967)

Indywidualne
- MVP mistrzostw Europy (1961)
- Lider:
  - strzelców:
    - igrzysk olimpijskich (1960)[5]
    - Eurobasketu (1959, 1961, 1963, 1965)[2][6]

  - Eurobasketu w skuteczności rzutów wolnych (1965 – 91%)[7]
- Zaliczony do I składu mistrzostw świata (1967)